# Гражданское право Прибалтийского края
Прибалтийское гражданское право (также остзейское) — самостоятельное гражданское законодательство в Прибалтийском крае Российской империи, состоявшее в ближайшем родстве с германским правом. Законодательство имело много внутренних делений по отдельным сословиям и социальным классам населения (права земское, городское и крестьянское) и по отдельным губерниям, городам и местностям. К концу XIX века его кодификация различала земские права Лифляндии, Эстляндии, Курляндии и Пильтена, городские права Эстляндии, Лифляндии, Курляндии, города Нарвы, а также крестьянские права, различные для каждой из трёх губерний Прибалтийского края.

## История
Сложность законодательства, как и само существование в империи общего права, отличного от русского, было связано с особенностями исторического развития края и тех политических влияний, которые на него воздействовали.

### Немецкое владычество
История прибалтийского права начинается с момента завоевания Лифляндии и Эстляндии немцами. Правовые отношения более ранних обитателей страны не отлились в какую-нибудь определённую систему, способную оставить после себя какие-либо следы; они не шли дальше выработки незначительного количества денежных штрафов за важнейшие деликты и преступления. Завоеватели немецкого происхождения, наоборот, явились в страну с совершенно определёнными правовыми воззрениями и быстро установили привычный им порядок вещей, проникнутый общегерманскими началами феодального строя. Выработанное и установленное таким путём обычное право составляло основу юридического развития Прибалтийского края во весь период епископского и орденского владычества (1198—1561 годы). Законодательству германского императора и папы принадлежит в этом развитии незначительная роль; гораздо большая — влиянию местных епископов, датских королей для Эстляндии и орденских магистратов; значительную роль играют также постановления правящих органов автономных групп, на которые распалось население края (ландтагов и городских советов). О характере и составе норм Прибалтийского права в этот период свидетельствуют частные сборники права, основу древнейшего из них, так называемого Вальдемар-Эрихского права (по происхождению — первой половины XIII столетия, списки — XV и XVI столетий), составляет право эстляндских вассалов, утверждённое за ними датским королём Вальдемаром (1202—1241). Оно почти целиком заимствовано из германских источников и составлено в интересах вассалов германского, а не датского происхождения, несмотря на подчинение Эстляндии датскому владычеству. Сборник древнего рыцарского права Лифляндии, составленный по образцу Вальдемар-Эрихского права в 1-й половине XIV столетия, содержит переработку названного сборника в интересах лифляндского рыцарства при помощи местных правовых воззрений и постановлений «саксонского зерцала», многие из которых, а особенно постановления Вальдемар-Эрихского права, приводятся здесь целиком и дословно. Лифляндское зерцало, сборник, вероятно, середины XIV столетия, указывает на потребность регулирования не только ленного права, бывшего предметом вышеуказанных сборников, но и других сторон быта. Оно представляет собой переделку или передачу, часто буквальную, постановлений, касающихся земского права вообще и содержащихся в саксонском зерцале. Появившиеся позднее компиляции имеют целью изложение того же права для отдельных местностей (вик-эзельское ленное право конца XV столетия состоит из постановлений лифляндского зерцала, лифляндского рыцарского права и викского крестьянского права), дополнение, распространение и систематизацию старых норм (среднее лифляндское рыцарское право, 2-й половины XIV столетия, переработанное лифляндское рыцарское право начала XVI столетия), ознакомление с действующим в Германии правом (переработка лангобардского ленного права начала XV столетия, принятая в состав «Красной книги») или изложение не затронутых старыми сборниками сторон права, и прежде всего судопроизводства (Formulae procuratorum Дионисия Фабри, 1533—38 гг.; в значительной мере самостоятельная работа). К числу этих же сборников следует присоединить и Красную книгу (нем. das gemeine freie Ritter- und Landrecht der Lande Harrien und Wierland), составленную по инициативе эстляндского рыцарства в 1546 году и содержащую почти полный свод эстляндского рыцарского права (Вальдемар-Эрихское право, постановления датских королей и орденских магистратов и, наконец, указанную выше переработку лангобардского ленного права). Все эти сборники дают нам, таким образом, последовательную картину развития земского права Лифляндии и Эстляндии. Городские права имеют свою особую историю. Вскоре после основания Риги, епископом Альбертом I были дарованы в грамоте 1211 года рижским купцам разного рода льготы и привилегии, собрание которых носило позднее название лат. jus Gothorum, хотя это право и не имело ничего общего с действовавшим на острове Готланде. Епископ Николай, преемник Альберта, в 1238 году предоставил рижскому городскому совету по его просьбе улучшить лат. jura Gothlandie, так как они не вполне подходили к нуждам города. Город получил таким образом автономию в юридической области, и с этого момента возникает самостоятельное рижское городское право, первоначальный состав которого известен по двум сборникам, составленным в Риге в XIII веке для городов Ревеля и Гапсаля по просьбе последних. Улучшенное готландское право скоро перестаёт удовлетворять потребностям города, и Рига заимствует для себя право Гамбурга (между 1279 и 1285 годами), список которого 1270 году был хорошо известен в Риге. Первоначальное гамбурго-рижское право было вскоре — вероятно, уже к началу XIV столетия — переработано при помощи рижско-ревельского, рижско-гапсальского, автономных постановлений Риги и отчасти любекского права. Сборник этого переработанного права имел силу в Риге до времени шведского владычества; само право было постепенно распространено не только на города Лифляндии, за немногими исключениями, но и Эстляндии и Курляндии. Недостатки рижско-ревельского права привели в Ревеле к рецепции любекского городского права, пожалованного городу в 1248 году королём датским Эриком IV. Преемники Эриха подтвердили это пожалование и испросили в Любеке списки этого права, полученные в 1257 году на латинском, а в 1282 году — на нижненемецком языке. Сделавшись основным источником ревельского права, любекское право было пожаловано датскими королями и мелким городам Датской Эстляндии, особенно Везенбергу и Нарве. Рядом с памятниками городского и земского прав до нас дошло и несколько памятников крестьянского права этого периода. Древнейшим из них является сборник лифляндского крестьянского права конца XII века, дополненного и развитого в другом сборнике позднейшего времени. Более обширный кодекс крестьянского права — вик-эзельское право, составляющее 4-ю книгу вик-эзельского ленного права и содержащее, кроме перечня штрафов, определение отношений крестьян к господам. Кроме названных прав, оказывали своё влияние если не прямо, то косвенно права римское и каноническое, считавшиеся субсидиарными и применявшиеся непосредственно в процессах между духовными лицами.

### Польское владычество
Период польского владычества в Лифляндии (1561—1621 годы) ознаменовался перенесением законодательного верховенства в Варшаву и попытками подчинить дальнейшее развитие прибалтийского права польскому влиянию, несмотря на утверждение за лифляндцами в привилегии Сигизмунда Августа лат. jura Germanorum propria ас consueta. Польское правительство прежде всего желает привести в известность действующее право Лифляндии, требует представления списков права, затем требует принятия в полном объеме чужого, магдебургского или саксонского права, а также и прусского процесса (Ordinatio 1589 года); по просьбе лифляндцев последнее распоряжение, однако, отменяется, и вторая Ordinatio 1598 года соглашается на выработку для лифляндского дворянства кодекса, составленного из польского, литовского и древнего рыцарского лифляндского права. Избранная комиссия с участием лифляндских представителей выработала проект кодекса, опиравшегося, главным образом, на права польское и прусское. Силы закона он, однако, не получил, и лифляндское юридическое развитие продолжало идти старым путём. Автономное законодательство дворянских ландтагов и городских советов продолжало деятельно работать над этим развитием. В частности, рижский городской совет издает ряд статутов для пополнения своего права, между которыми заслуживают внимания судебный устав 1581 года и закон об опеках 1591 года, принятый и в других городах Лифляндии.

### Шведское владычество
Шведское владычество в Эстляндии (1561—1710 годы) и в Лифляндии (1629—1710 годы) выразилось в области права сперва в подтверждении королём Эриком XIV и его преемниками в ряде грамот земских, дворянских и городских прав Эстляндии и Лифляндии, а для последней — даже в обещаниях отмены польских узаконений, несогласных с прежними привилегиями лифляндского дворянства. Позже, однако, шведское правительство делает ряд энергических попыток к насаждению в обеих провинциях шведского права. Изданные в Швеции в начале XVII века кодексы земского права (Landslag) и старого городского права (Stadtslag) облегчили распространение шведского права на остзейские провинции. В начале того же века шведское правительство предложило эстляндскому и лифляндскому дворянству ввести у себя шведские законы взамен собственных. Дворянство решительно отвергло это предложение, и шведское правительство в лице герцога Карла для Эстляндии и Густава-Адольфа для Лифляндии ограничилось требованием признания шведского права в качестве вспомогательного. Но и это требование вызвало противодействие, так как к этому времени в качестве вспомогательного источника прибалтийского права утвердилось римское право. Эстляндцам удалось удержать последнее в этом значении, и по отношению к ним шведское правительство ограничилось требованием, чтобы институты, введенные в жизнь шведскими законами, восполнялись по шведским, а не римским источникам права. По отношению к Лифляндии оно продолжало требовать, чтобы первым вспомогательным источником права считались шведские законы. Отсюда появление ряда изданий шведского права на немецком языке в интересах практического его применения. Некоторым местностям, как, например, городу Нарве, было «пожаловано» целиком шведское право. Гораздо решительнее, чем в применении общего права Швеции, действовало шведское правительство в распространении на остзейские провинции новых узаконений, не только специально для них изданных, но и тех, которые имели целью реформу действовавшего права самой Швеции. Последнее совершалось или путём специальных предписаний, или путём постепенного принятия. Таким образом Эстляндия и Лифляндия получили новые уставы церковный (1686), опекунский (1669), вексельный (1671), о завещаниях (1686), ряд процессуальных законов. Сильное вторжение шведского элемента в местную юридическую жизнь не прекратило, однако, самостоятельного развития последней, выражающееся, с одной стороны, в стремлении к кодификации местного права, с другой — в реформах ряда городских прав. Кодификация права предпринимается в интересах приведения в известность права для шведского правительства и согласования его с новым правом, а также в интересах обеспечения его от вторжений иноземного влияния; но несколько кодификационных проектов (вице-президента лифляндского гофгерихта Энгельбрехта, Брандиса, Крузиуса) не получило утверждения. Что касается реформ местного городского права, то в конце XVI столетия в Ревеле было получено новое пересмотренное и дополненное издание любекского права, которое с того же времени входит в употребление и сохраняет значение действующего права до кодификации 1864 года. Ревель, кроме того, принимает в это время любекский вексельный устав 1662 года и ганзейский морской устав 1614 года, издает устав о богоугодных заведениях 1621 года, устав об опеках 1697 года, распространяет своё право на соседние города (Гапсаль).
В Риге в 1653 году Мейером и Флигелем был составлен проект рижского городского права. В 1662 году составленный в Риге на основании этой работы проект кодекса не получает утверждения шведского короля, но входит в употребление в Риге и составляет источник действующего права, подобно новому любекскому праву в Ревеле, до кодификации 1864 года. Подобно Ревелю, и Рига издает ряд собственных статутов и передает своё право мелким городам Лифляндии. Сильное влияние на правообразование оказала судебная практика, которая ввела ряд новых норм, а также принятие римского права в Германии.

### Развитие права в Курляндии до присоединения её к России
Несмотря на подтверждение местного права для Курляндии, как и для Лифляндии, Сигизмундом-Августом, местные источники права были скоро вытеснены оттуда общегерманским и римским правом, а также нормами, действовавшими в прусских землях ордена, поскольку направляющим не являлось польское законодательство. Роль последнего здесь была не очень значительна; путём своих привилегий, responsa, rescripta, declarationes, конституций, а также актов комиссий, назначавшихся для разбора споров между герцогами и рыцарством, польское правительство внесло, однако, ряд частных изменений в действующее право. Законодательная роль принадлежала герцогам Курляндии, издавшим ряд уставов, но с 1717 года власть их в этом отношении значительно ограничивается согласием ландтагов; их постановления чаще всего носили характер договоров с сословиями. Среди органов законодательства играли некоторую роль и сами ландтаги. В общем местные источники были права крайне скудны. Города Курляндии также не имели самостоятельного права. Многие из них приняли с самого начала рижское городское право, некоторые (Якобштадт) пользовались магдебургским. С течением времени городское право вытеснялось земским. Собственное законодательство в пополнение заимствованного права было также незначительно; среди актов его имеют значение лишь митавский, баускский и фридрихштадтский полицейские уставы. Несмотря на эту скудость собственных источников права, и в Курляндии встречались попытки кодификации местного права. Первая относится ко времени Сигизмунда-Августа, когда в ответ на требование его «Привилегии» составить местные своды рыцарство попыталось создать их по соглашению с герцогом. Попытка не привела ни к каким результатам. Лишь Пильтен создал утверждённый Сигизмундом III в 1611 года свод местных законов, составленный на основании местного права, римского права, германского и польского законодательства — свод, сохранивший в Российской империи известную юридическую самостоятельность за Пильтенским округом. К Курляндии помощь пришла извне: учрежденная по просьбе рыцарства в 1616 года польская комиссия под председательством епископа Иоанна Кукборского издала необходимые для управления краем законы: так называемую лат. Formula regiminis, содержащую нормы административного права, и курляндские статуты под заглавием: лат. Jura et leges in usum nobilitatis Curlandiae et Semigalliae, содержащие нормы гражданского и уголовного судопроизводства. Одобренные герцогом и рыцарством, эти законы были обнародованы 18 марта 1718 года и получили силу закона, хотя и нет сведений об утверждении их польским королём. Бедность собственного права привела в Курляндии к усиленному заимствованию римского права, которое преобладало в этой губернии и после кодификации 1864 года, однако распространившееся юридическое образование привело к появлению самостоятельной юридической литературы не только по гражданскому праву (особенно обработка курляндских статутов), но и по государственному.

## В Российской империи
После присоединение прибалтийского края к России начался новый период в истории прибалтийского права, закончившийся кодификацией 1864 года. Как и польско-шведский, этот период открывается подтверждением старого прибалтийского права, привилегий и преимуществ, принадлежащих дворянству и городам, — подтверждением, содержащимся в специальных жалованных грамотах императора Петра I (для Эстляндии и Лифляндии) и Екатерины II (для Курляндии). По отношению к гражданскому праву данные в этих грамотах обещания сохранения старого права были выдержаны русским правительством, в отличие от польского и шведского, с несравненно большей точностью. До конца XIX века сколько-нибудь заметного вторжения русского законодательства в остзейскую юридическую жизнь не наблюдалось; число русских законов в области гражданского права, распространённых на прибалтийский край, было крайне незначительно. Обычным порядком при издании новых общерусских законов являлась оговорка о неприменимости их к прибалтийскому краю; поэтому лишь небольшое количество полицейских и финансовых узаконений оказало косвенное влияние на состав действующего остзейского права. В то же время русское законодательство почти не оказывало никакого направляющего влияния и на внутреннее развитие остзейского права из его собственных источников и парализовало автономную законодательную деятельность в области гражданского права местных ландтагов и городских советов. Главным фактором правообразования явилось поэтому римское право. Значение последнего в качестве вспомогательного источника было признано русской властью в «аккордных пунктах», где сказано, «что во всех судах по лифляндским привилегиям, благоузаконенным древним обыкновениям и по известному древнему лифляндскому шляхетскому праву, а где оных нет по общим немецким правам… дела судить и решать, пока впредь при пользовании милости полное и совершенное земское уложение в Лифляндии собрано и издано быть может». Прибалтийское право вступило, таким образом, в то же состояние, в котором находилось германское право в период заимствования римского права, когда судам и юристам пришлось самостоятельно вырабатывать новые юридические, «обычно-правовые» нормы. Получив в наследие от предшествовавшего периода груду старых узаконений и прав разнородного происхождения, видоизмененных польскими и шведскими законами и в значительной мере устаревших, судебная практика должна была разобраться в этих узаконениях и подыскать новые устои для их развития и согласования. При разрозненности между собой судов, руководивших юридическим развитием, эта работа подвигалась крайне неравномерно и сопровождалась всеми теми явлениями, которые характеризуют германскую юстицию XVI—XVIII веков, также лишенную руководства законодательства и опиравшуюся по преимуществу на римское право. Практика путалась в понимании туземного права, не умела согласовать с ним новые римские нормы и лишалась вследствие этого прочных устоев правообразования и единообразия в судебных решениях. Эпоха XVIII века к тому же является эпохой окончательной ломки старых феодальных устоев и нарождения новых жизненных отношений, не укладывающихся в рамки земского, городского и крестьянского права. Естественной представляется при таких обстоятельствах настоятельная потребность в приведении в известность действующего права и сведении его в единую систему, способную служить опорой судебной практики.

## Кодификация
В 1728 году лифляндское дворянство обращается к русскому правительству с указаниями на неудобства, происходящие от неопределенности законов, и с просьбой о приведении их в порядок путём составления кодекса. Просьба находит сочувствие; для её осуществления образуется комиссия из выборных местных людей, труды которой не привели, однако, к желанному результату. За названной комиссией в XVIII и XIX вв. следует пять других, и лишь последняя доводит дело до конца. Кроме общих причин, тормозивших в XVIII веке дело русской кодификации, с которой кодификация остзейского права всегда тесно связывалась, неуспеху последней содействовали и специальные причины, коренившиеся столько же в политических обстоятельствах, сколько и в условиях самого дела. Приведение в известность права и закрепление путём специального закона привилегий и преимуществ отдельных сословий Прибалтийского края было в интересах этих сословий как оплот против вмешательства во внутренние дела края со стороны русского правительства; но последнее всегда имело в виду при составлении кодекса для остзейских провинций не только интересы этих последних, но и согласование существующих здесь привилегий с общегосударственными интересами. Оговорка о последних и правах власти находится в некоторых жалованных грамотах, содержащих подтверждение привилегий, и во всех приказах относительно просмотра представленных остзейскими комиссиями законопроектов. Мысль о возможном сближении общерусского и остзейского прав не оставляет русское правительство в XVIII веке. Екатерина II пишет в секретном наставлении князю Вяземскому: «Малая Россия, Лифляндия и Финляндия суть провинции, которые правятся конфирмованными их привилегиями и нарушить оные отрешением всех вдруг весьма непристойно б было, однакож и называть их чужестранцами и обходиться с ними на таком же основании есть больше нежели ошибка, а можно назвать с достоверностью глупостью. Сии провинции также и Смоленскую надлежит легчайшими способами привести к тому, чтоб они обрусели и перестали б глядеть как волки в лесу». Точки зрения представителей местных интересов и русского правительства на кодификацию, таким образом, расходились. При первых попытках кодификации прибалтийские губернии сравнительно быстро доставляют свои проекты. По поводу каждого, однако, следует приказ: «взяв за основания прежние лифляндские права и сличив их с тем проектом, рассмотреть, так ли оному надлежит быть или потребно в чем какую перемену и дополнение учинить, наблюдая притом высочайшую власть и государственный интерес». Сличение представляет огромные трудности по недостатку сведущих лиц, а поправки вызывают неудовольствие в составителях проектов и указания на несогласие с привилегиями. Позднее сильно затягиваются работы местных комитетов по составлению проектов (например для комиссии 1819 года). Энергические работы по кодификации остзейского права начались лишь со времени начала составления свода законов, когда дворянство остзейских губерний обратилось к императору Николаю I с просьбой о подтверждении их привилегий и когда было постановлено убедиться в составе этих привилегий. В 1828 году последовала просьба Риги об утверждении её прав, а генерал-губернатором Паулуччи был представлен доклад о привилегиях дворянства и городов Прибалтийского края. Комитет, учрежденный для рассмотрения доклада губернатора и соображения его с подлинными привилегиями в 23 книгах, на немецком, латинском и шведском языках, а также и с общими государственными пользами и законами, не справился со своей задачей и передал дело во II отделение Собственной Его Императорского Величества канцелярии. Здесь, под редакцией специально для того назначенного ландрата Самсона, составлены проекты сводов отдельных частей прибалтийского права. Этот проект оказался нуждающимся в большом количестве дополнений в сверке с источниками, почему он и не был издан в 1845 году, а подвергнут новой переработке, совершенной с замечательным знанием дела и уменьем бывшим профессором провинциального права в Дерпте, Ф.Г. Бунге. После выслушивания и обсуждения замечаний представителей местных интересов и дерптского юридического факультета, 12 ноября 1864 года кодекс гражданского права Прибалтийского края был издан в свет на двух языках и вступил в силу с 1 июля 1865 года.
Кодекс отличался сословно-территориальным характером: различные лица не только пользовались различными правами в зависимости от принадлежности их к тому или иному сословию («званию»), но и к лицам одного и того же звания применялись различные законы, в зависимости от местности. Так, например, жители Ревеля, смотря по тому, проживали ли они в Нижнем городе или в Вышгороде, пользовались в первом случае эстляндским городским правом, а во втором — Эстляндским земским правом. Эти сословно-территориальные права различались по пяти областям (Лифляндия, остров Эзель, Эстляндия, Курляндия и один округ последней — Пильтенский); в каждой из этих областей различались два главных сословия — земское или дворянское и городское, из которых каждое получило от прежних властителей свои особенные привилегии и права. Пробелы этих сословно-территориальных прав восполнялись действующими во всем Прибалтийском крае «общими постановлениями», заимствованными главным образом из права римского, германского и канонического, но при решительном преобладании первого. Значительный объем остзейского свода обусловливался не только многообразием норм, но также и тем обстоятельством, что многие статьи его представляли собой такие общие определения (например юридической сделки, условия и т. п.), которые были бы более уместны в учебнике, нежели в действующем кодексе. К крупнейшим достоинствам остзейского кодекса принадлежали доступность языка, простота терминологии и ясность изложения.

### Организация свода
В результате кодификации получился обширный гражданский кодекс (4600 статей, в которые, однако, не вошли особенные постановления о частном праве крестьян), составлявщий III часть «Свода местных узаконений губерний остзейских» (изд. 1864 г., с продолж. 1890 г.).
Система остзейского свода несколько напоминает систему 1-й части Х тома Свода законов Российской империи. За введением, содержавшим в себе положения о действующих в прибалтийских губерниях частноправовых нормах, их видах, объеме действия и прочем, следовали четыре книги, которые подразделялись на разделы, главы и отделения и содержали
1. права и обязанности семейные
2. право вещное
3. право наследования
4. право требований.

К кодексу были приложены указатель источников и предметный указатель, составленный в алфавитном порядке.

## Особенности
В учении о лицах остзейский свод содержал в себе основанное на римском праве деление лиц на физические и юридические с причислением к последним лежачего наследства. Из обстоятельств, влияющих на юридическое положение лица, первое место занимало сословие: различием сословия обусловливается различие права, применимого к гражданским правоотношениям различных лиц. Ограничений прав лица вследствие принадлежности его к тому или другому сословию, тем не менее, не существовало: все лица христианского исповедания пользовались равными гражданскими правами; дворяне сохраняли лишь исключительное право на установление родонаследственных союзов и фидеикомиссов. Что касается юридического положения лица в зависимости от пола, то отражением средневекового германского взгляда, согласно которому все лица беззащитные (wehrlosigkeit) находятся под опекой, являлась опека над совершеннолетними женщинами — факультативное попечительство над незамужними и законная опека мужа над замужними женщинами. Лица мужского пола пользовались преимуществами перед женщинами в наследственном праве, например, относительно вотчин, земельных участков вообще, наследственных долей; с другой стороны, за женщинами признавались некоторые льгота относительно неведения закона, а также право на возражение по Веллеянову сенатусконсульту. В постановлениях о возрасте, различающих возраст до 7 лет и от 7 до 21 года, несовершеннолетним были предоставлены права отсутствующих, именно возможность восстановления прав. Несовершеннолетним в отношении к дееспособности уподобляются расточители, признанные таковыми судом. Остзейский свод не знает ограничений для иностранцев, но высочайшим указом 14 марта 1887 года такие ограничения установлены относительно приобретения недвижимостей в Курляндии и Лифляндии в собственность и в заставное владение. Положение юридических лиц, вообще пользующихся имущественной правоспособностью в весьма обширных размерах, определяется согласно с началами римского права; особенность в сравнении с последним представляет, между прочим, широко распространенное право наследования юридических лиц и непризнание за казной некоторых преимуществ, предоставленных церкви и благотворительным заведениям. Постановления свода о вещах в общем воспроизводят начала римского права, не исключая и учения о бесхозяйных вещах (лат. res nullius) и использовании их как титуле собственности. Главную особенность свода составляет различие отдельных видов недвижимых имуществ, неизвестное римскому праву. Сюда, например, относятся постановления о земских имениях, состоящих из господских и крестьянских земель, из которых последние обязательно должны быть отдаваемы помещиками в арендное содержание крестьянам. Всего менее заимствований из римского права встречается в постановлениях свода о браке и о личных и имущественных отношениях супругов, которые основаны почти исключительно на началах германского права. Об опеке и попечительстве свод содержит в себе римские положения, значительно дополненные и отчасти измененные шведским и русским законодательствами и местными постановлениями; главное отличие свода от римского права заключается в требуемом им согласно германскому взгляду значительном участии особенных опекунских (сиротских) судов, подчиненных в свою очередь обыкновенным судам.

### Вещное право
Вещное право остзейского свода содержало в себе римские начала, дополненные и видоизмененные под влиянием германского права. Постановления его о владении и о лат. quasi-possessio воспроизводили теорию, господствовавшую в 1850-х годах в науке пандектного права, которая положения римского права восполняла правилами канонического права. Чисто римскую конструкцию имели сервитуты, а из поземельных повинностей (нем. Reallasten) свод содержал постановления о «поземельном или постоянном оброке», соответствующем эмфитевтическому отношению. Всецело были основаны на римском праве и статьи свода, относящиеся к залоговому праву в собственном смысле (нем. Pfandrecht); некоторые, в том числе возможность ипотеки на движимое имущество и допущение безмолвной и генеральной ипотеки, были устранены законом от 9 июля 1889 года, причем различные законные закладные права заменены законным правом удержания. Наряду с этим свод использовал и германский институт заставного владения (нем. Pfandbesitz).
Чисто германским институтом являлось право выкупа (нем. Näherrecht), находящееся в связи с древнегерманским взглядом, по которому отчуждение недвижимости помимо известных лиц представлялось противным нравственности. Постановления о собственности представляли смесь римских положений и германских начал. Влияние последних сказалось, прежде всего, в самом понятии собственности, под которое подводятся и различные институты, относящиеся скорее к разряду прав на чужие вещи, но близко подходящие к собственности по обширности доставляемого ими пользования. В своде встречается «собственность разделенная, или прямая собственность (лат. dominium directum) и пользование на правах оной» (лат. dominium utile); примерами последнего являлись пользование видмами, наследственная аренда, наследственное заставное владение. Из германских источников проистекала публичность перенесения собственности в недвижимостях, выражавшаяся во внесении акта в (публичные) крепостные книги, при участии общественной власти. В постановлениях о движимостях германское влияние выразилось в ограничении виндикации в интересах добросовестного приобретателя.

### Наследственное право
Третья книга остзейского свода всего более отражала в себе многообразие источников, действовавших в крае. Согласно с римским правом различались универсальное и сингулярное преемство после умершего; наследником называлось только лицо, имевшее право на всю совокупность имущественных отношений умершего, рассматриваемую до вступления наследника в наследство как юридическое лицо (лат. hereditas jacens). Кроме двух римских оснований открытия наследства — завещания и закона, — остзейский свод знал еще третье, германское, а именно договор о наследовании. Свобода завещания в Лифляндии и Эстляндии была ограничена соответственно различию имуществ наследственного и благоприобретенного, а в Курляндии — только по отношению к родовым (то есть доставшимся от восходящих родственников по мужской линии) дворянским имениям, причем обязательная доля (в римском смысле) имеется в одной только Курляндии. Что касается наследования по закону, то к нему, как и в германском праве, призывались супруги совместно с кровными родственниками; если их нет — то известные корпорации и установления, наконец, государство. Относительно супругов имело значение, остались ли в живых вдовец или вдова, был ли брак бездетен или нет. При наследовании родственников значение имели естественные и юридические особенности наследуемых имуществ, различие родственников, отделенных относительно наследодателя и не отделенных, различие пола наследующих лиц. В исчислении родства отражались как римские, так и германские или канонические начала.

### Обязательственное право
Раздел об обязательствах являлся наиболее разработанной частью остзейского свода, в котором он был изложен по системе, принятой в учебниках: сначала шла так называемая общая часть обязательственного права, а за ней следовала особенная, излагающая отдельные виды обязательств. В этом отделе, особенно в общей его части, до мелочей было воспроизведено новое римское право, но некоторые спорные в теории вопросы были разрешены законодателем. Наряду с этим, однако, остзейское обязательственное право не только содержало некоторые особенности, основанные на местных обычаях, но и представляло собой дальнейшее развитие гражданского права в институтах, неизвестных в таком виде римскому праву и выработанных сообразно требованиям практической жизни доктриной и практикой, главным образом германской, а также местными обычаями, шведским и русским законодательствами. Новыми понятиями были, например, бумаги на предъявителя, продажа с публичных торгов, договор на издание, договор пожизненной ренты, страхование, лотерея. При введении в Прибалтийском крае в 1889 году Судебных Уставов императора Александра II, устав гражданского судопроизводства должен был быть приведён в соответствие с материальным правом Прибалтийских губерний. Это привело, с одной стороны, к изменению и дополнению постановлений устава гражданского судопроизводства, с другой стороны — к созданию целого ряда институтов, неизвестных гражданскому процессу внутренних губерний. Главнейшие из изменений первой категории заключаются в ограничении исковой правоспособности и увеличении числа лиц, не пользующихся полной правоспособностью (жены ввиду опеки над ними мужей; расточители), в расширении силы свидетельских показаний, в увеличении числа отводов, в смягчении правил о прерывании давности предъявлением иска в суде; особенно сильным изменениям подверглись постановления устава гражданского судопроизводства об обращении взыскания на движимое и недвижимое имущество, причем законодателю пришлось считаться не только с особенностями местного материального права, но и с существованием в крае ипотечной системы. Компетенция мировых судей, с одной стороны, была сокращена исключением исков о личных обидах и оскорблениях, так как местное право не допускало замены уголовного преследования гражданским иском о бесчестье, с другой стороны, расширена предоставлением им права разрешать просьбы об обеспечении исков на всякую сумму ранее их предъявления и рассматривать иски о показании движимой вещи. Смысл исков последнего рода заключался в том, что лицо, намеревающееся предъявить право на движимую вещь и для этого желающее её сперва увидеть, могло как от собственника, так и от всякого держателя её потребовать, чтобы он её показал ему; истцом мог выступить всякий, представивший какое-либо, хотя бы и несовершенное, доказательство законного для него интереса в предъявлении ему вещи. К числу институтов, неизвестных гражданскому процессу внутренних губерний, принадлежали, также понуждение истца к предъявлению иска («провокация») и некоторые виды охранительного судопроизводства.

## Окончание применения
В Курземе и Видземе положения остзейского права с некоторыми изменениями (обширными в области законов о браке) сохраняли силу до вступления в силу нового Гражданского закона в 1938 году.